# Никольский, Аркадий Петрович
Аркадий Петрович Никольский (19 марта 1902, с. Мурзиха Чистопольского уезда Казанской губернии — 21 декабря 1964, Пермь) — советский учёный, зоотехник-селекционер, один из создателей Уральского отродья чернопёстрой породы крупного рогатого скота.
Окончил Московскую сельскохозяйственную академию им. К. А. Тимирязева (1923).
В 1923—1924 — директор и преподаватель по животноводству в Вурнарском сельскохозяйственном техникуме Чувашской АССР. В 1924—1930 — гл. зоотехник Пермского окрземуправления (в 1928 г. проходил стажировку в Дании).
С 1928 г. преподавал и вёл научную деятельность в Пермском сельскохозяйственном институте сначала по совместительству, а с 1930 г. — на постоянной основе, с 1932 г. — зав. кафедрой частной зоотехнии.
В 1938 защитил кандидатскую, в 1946 — докторскую диссертацию. Доктор сельскохозяйственных наук (1947), профессор (1948).
Основоположник племенного молочного скотоводства в Пермском Прикамье, один из создателей Уральского отродья чёрнопёстрой породы крупного рогатого скота.

## Награды
Награждён орденом Трудового Красного Знамени (1961).

## Научные труды
Автор около 200 научных и научно-популярных работ.
Сочинения:
- Повышение молочной продуктивности коров в колхозах Пермской области. Пермь. 1942;
- Пастбищное содержание сельскохозяйственных животных Пермь, 1945;
- О повышении молочной продуктивности коров. Пермь, 1948;
- Уральский черно-пестрый скот в Пермской области. Пермь, 1966.